# Élections municipales de 1953 dans l'Ardèche
Les élections municipales françaises de 1953 ont eu lieu le 26 avril et 3 mai 1953. Le département de l'Ardèche comptait 339 communes, dont 11 de plus de 3 500 habitants où les conseillers municipaux étaient élus selon un scrutin de liste avec représentation proportionnelle.

## Maires élus
Les maires élus à la suite des élections municipales dans les communes de plus de 3 000 habitants :
| Communes            | Population | Maire élu en 1947  | Parti | Parti          | Maire élu          | Parti | Parti          |
| ------------------- | ---------- | ------------------ | ----- | -------------- | ------------------ | ----- | -------------- |
| Annonay             | 16 200     | Ferdinand Janvier  |       | SFIO           | Daniel Aimé        |       | SFIO           |
| Aubenas             | 8 650      | Marcel Molle       |       | MRP            | Marcel Molle       |       | MRP            |
| Bourg-Saint-Andéol  | 3 660      | Pierre Piéri       |       | SFIO           | Pierre Piéri       |       | DVG            |
| Guilherand-Granges  | 1 960      | Marcel Coulet      |       | SFIO           | Marcel Coulet      |       | SFIO           |
| Privas              | 7 550      | Charles Gounon     |       | Radical        | Charles Gounon     |       | Radical        |
| Saint-Péray         | 3 160      | Marc Bouvat        |       | Radical        | Marc Bouvat        |       | Radical        |
| Le Teil             | 8 065      | Joseph Thibon      |       | PCF            | Joseph Thibon      |       | PCF            |
| Tournon-sur-Rhône   | 6 780      | Camille Arnaud     |       | Radical        | Camille Arnaud     |       | Radical        |
| Vals-les-Bains      | 3 840      | Paul Ribeyre       |       | CNIP           | Paul Ribeyre       |       | CNIP           |
| Viviers (Ardèche)   | 3 500      | Raymond Greffe     |       | Sans étiquette | Raymond Greffe     |       | Sans étiquette |
| La Voulte-sur-Rhône | 4 480      | Guy Baboin-Jaubert |       | SFIO           | Guy Baboin-Jaubert |       | SFIO           |

### Aubenas
| Tête de liste  | Parti | 1er tour | 1er tour | 1er tour |
| Tête de liste  | Parti | Voix     | %        | Sièges   |
| -------------- | ----- | -------- | -------- | -------- |
| Marcel Molle   | MRP   | 2 243    | 67,26    | 23       |
| Pierre Laporte | PCF   | 1092     | 32,74    | 0        |

### Privas
| Tête de liste      | Tête de liste   | Parti | 1er tour | 1er tour | 1er tour |
| Tête de liste      | Tête de liste   | Parti | Voix     | %        | Sièges   |
| ------------------ | --------------- | ----- | -------- | -------- | -------- |
| Charles Gounon     | Radical-DVD-DVG | 1 592 | 75,85    |          | 23       |
| Ludovic Bacconnier | PCF             | 507   | 24,15    |          | 0        |

### Vals-les-Bains
| Tête de liste  | Tête de liste | Parti | 1er tour | 1er tour | 1er tour |
| Tête de liste  | Tête de liste | Parti | Voix     | %        | Sièges   |
| -------------- | ------------- | ----- | -------- | -------- | -------- |
| Paul Ribeyre   |               | CNIP  | 1 557    | 75,62    | 23       |
| Charles Astier |               | PCF   | 512      | 24,38    | 0        |

### Villeneuve-de-Berg
| Tête de liste | Tête de liste | Parti    | 1er tour | 1er tour | 1er tour |
| Tête de liste | Tête de liste | Parti    | Voix     | %        | Sièges   |
| ------------- | ------------- | -------- | -------- | -------- | -------- |
| Émile Froment |               | CNIP-DVG | 560      | 100      | 15       |

### La Voulte-sur-Rhône
| Tête de liste      | Tête de liste | Parti                     | 1er tour | 1er tour | 2d tour |
| Tête de liste      | Tête de liste | Parti                     | Voix     | %        | Sièges  |
| ------------------ | ------------- | ------------------------- | -------- | -------- | ------- |
| Guy Baboin-Jaubert |               | SFIO-Radical-Indépendants | 1 174    | 66,29    | 23      |
| Charles Labrouas   |               | PCF                       | 597      | 33,71    | 0       |